# Eslovaquia en los Juegos Mundiales de Breslavia 2017
Eslovaquia fue uno de los 102 países que participaron en los Juegos Mundiales de 2017 celebrados en Breslavia, Polonia.
La delegación de Eslovaquia estuvo compuesta por un total de 16 deportistas que participaron en 6 deportes.
Los deportistas eslovacos ganaron un total de tres medallas, una de ellas fue un bronce en un deporte del programa oficial, lo cual los colocó en la posición 57 del medallero.
Las otras dos fueron en deportes de exhibición, Eslovaquia ocupó la posición 15 en el medallero de estas disciplinas.

## Delegación

### Baile deportivo

#### Baile latino
| Atleta                      | Primera ronda | Primera ronda | Primera ronda | Primera ronda | Primera ronda | Semifinal | Semifinal   | Semifinal | Semifinal | Semifinal | Final      | Final       | Final      | Final      | Final      | Posición |
| Atleta                      | Samba         | Cha cha cha   | Rumba         | Pasodoble     | Jive          | Samba     | Cha cha cha | Rumba     | Pasodoble | Jive      | Samba      | Cha cha cha | Rumba      | Pasodoble  | Jive       | Posición |
| --------------------------- | ------------- | ------------- | ------------- | ------------- | ------------- | --------- | ----------- | --------- | --------- | --------- | ---------- | ----------- | ---------- | ---------- | ---------- | -------- |
| Parejas                     |               |               |               |               |               |           |             |           |           |           |            |             |            |            |            |          |
| Lucia Krncanova y Jiri Hein | 16            | 17            | 15            | 18            | 17            | 7         | 10          | 10        | 10        | 10        | eliminados | eliminados  | eliminados | eliminados | eliminados | 19       |

#### Baile Standard
| Atleta                              | Primera ronda | Primera ronda | Primera ronda | Primera ronda | Primera ronda | Repesca | Repesca | Repesca     | Repesca | Repesca   | Semifinal | Semifinal | Semifinal   | Semifinal | Semifinal | Final      | Posición |
| Atleta                              | Vals          | Tango         | Vals vienés   | Foxtrot       | Quickstep     | Vals    | Tango   | Vals vienés | Foxtrot | Quickstep | Vals      | Tango     | Vals vienés | Foxtrot   | Quickstep | Final      | Posición |
| ----------------------------------- | ------------- | ------------- | ------------- | ------------- | ------------- | ------- | ------- | ----------- | ------- | --------- | --------- | --------- | ----------- | --------- | --------- | ---------- | -------- |
| Parejas                             |               |               |               |               |               |         |         |             |         |           |           |           |             |           |           |            |          |
| Adriana Dindofferova y Lubomir Mick | 15            | 10            | 15            | 9             | 11            | 1       | 3       | 8           | 6       | 2         | 13        | 12        | 14          | 13        | 12        | eliminados | 13       |

#### Rock ’n’ Roll
| Duetos                      |       |   |       |   |       |   |            |            |   |
| Andrea Hruskova Filip Kocis | 72.06 | 5 | 71.66 | 2 | 89.67 | 7 | eliminados | eliminados | 7 |

### Bochas
| Atleta                                   | Disciplina       | Preliminar                     | Preliminar                     | Preliminar                         | Preliminar                     | Preliminar                                 | Preliminar                     | Semifinal                      | Semifinal                      | Final/Bronce                   | Final/Bronce                   | Posición                       |
| Atleta                                   | Disciplina       | Rival                          | Resultado                      | Rival                              | Resultado                      | Rival                                      | Resultado                      | Rival                          | Resultado                      | Rival                          | Resultado                      | Posición                       |
| ---------------------------------------- | ---------------- | ------------------------------ | ------------------------------ | ---------------------------------- | ------------------------------ | ------------------------------------------ | ------------------------------ | ------------------------------ | ------------------------------ | ------------------------------ | ------------------------------ | ------------------------------ |
| Femenil                                  |                  |                                |                                |                                    |                                |                                            |                                |                                |                                |                                |                                |                                |
| Veronika Obrocnikova                     | Raffa individual | Prueba cancelada por mal clima | Prueba cancelada por mal clima | Prueba cancelada por mal clima     | Prueba cancelada por mal clima | Prueba cancelada por mal clima             | Prueba cancelada por mal clima | Prueba cancelada por mal clima | Prueba cancelada por mal clima | Prueba cancelada por mal clima | Prueba cancelada por mal clima | Prueba cancelada por mal clima |
| Svetlana Kyselova y Veronika Obrocnikova | Raffa Doble      | # Vildan Tuncer y Derya Gunduz | 2:12                           | # Marina Braconi y Elisa Luccarini | 7:12                           | # Noeli Dalla Corte y Ana Caroline Martins | No disputado                   | eliminadas                     | eliminadas                     | eliminadas                     | eliminadas                     | eliminadas                     |

### Esquí acuático
| Varonil          |        |               |   |               |   |   |
| Martin Bartalsky | Slalom | 2.50/58/18.25 | 8 | 4.50/58/11.25 | 5 | 5 |

### Karate
| Atleta             | Categoría     | Combate 1           | Combate 1 | Combate 2      | Combate 2 | Combate 3          | Combate 3 | Semifinal | Semifinal | Final     | Final     | Posición  |
| Atleta             | Categoría     | Oponente            | Resultado | Oponente       | Resultado | Oponente           | Resultado | Oponente  | Resultado | Oponente  | Resultado | Posición  |
| ------------------ | ------------- | ------------------- | --------- | -------------- | --------- | ------------------ | --------- | --------- | --------- | --------- | --------- | --------- |
| Femenino           |               |                     |           |                |           |                    |           |           |           |           |           |           |
| Ingrida Suchankova | Kumite 61 kg. | # Justyna Gradowska | 3:5       | # Lucie Ignase | 0:4       | # Alexandra Grande | 3:5       | eliminada | eliminada | eliminada | eliminada | eliminada |
| Dominika Tatarova  | Kumite +68kg  | # Isabela Rodrigues | 0:4       | -              | -         | # Hamideh Abbasali | 1:2       | eliminada | eliminada | eliminada | eliminada | eliminada |

### Kickboxing
| Masculino          |         |                           |     |                 |           |                      |           |                   |           |           |
| Miroslav Smolar    | K1 71kg | # Bogdan Shumarov         | 0:3 | eliminado       | eliminado | eliminado            | eliminado | eliminado         | eliminado | eliminado |
| Femenil            |         |                           |     |                 |           |                      |           |                   |           |           |
| Monika Chochlikova | K1 52kg | # Ashley Acord            | 2:1 | # Elgoul Ahlem  | 3:0       | # Anna Poskrebysheva | 0:3       | Medalla de plata  |           |           |
| Lucia Cmarova      | K1 60kg | # Melissa Martínez Aceves | 0:3 | eliminada       | eliminada | eliminada            | eliminada | eliminada         | eliminada | eliminada |
| Veronika Cmarova   | K1 65kg | # Roza Gumienna           | 3:0 | # Teodora Manic | 0:3       | # Kaitlin Young      | 3:0       | Medalla de bronce |           |           |

### Remo bajo techo
| Hombres       |                     |             |    |
| Jozef Pavlica | 2000 m peso abierto | 06:13.5 min | 10 |